# Kaouthmen Ghanmi
Kaouthmen Ghanmi (ur. 4 września 1980) – tunezyjska zapaśniczka walcząca w stylu wolnym. Zdobyła sześć medali na mistrzostwach Afryki w latach 2000 - 2005. Szósta na igrzyskach śródziemnomorskich w 2001.
Szósta w Pucharze Świata w 2002 roku.